# イオアン10世 (アンティオキア総主教)
ユーハンナー10世（アラビア語: يوحنا العاشر يازجي 、al-baṭriyark yūḥannā al-ʿāšir、
1955年 - ）は、アンティオキア総主教（在位：選出 2012年12月17日、着座 2013年2月10日、 - 現職）。

## 経歴
1955年にラタキアに生まれる。父親はアラビア語教師、母親は敬虔なレバノン人。
ティシュリーン大学で土木工学の学士号を取得。この間、ビザンティン聖歌のための学校とその聖歌隊を組織した。
1978年、神学学士号をバラマンド大学付属ダマスコのユーハンナー研究所において取得。1983年、アリストテレス・テッサロニキ大学において奉神礼学で博士号を取得した。博士論文は「聖洗礼儀 - 歴史・神学・奉神礼の研究」。その間、1981年にはテッサロニキにあるビザンチン音楽学校から学位を取得している。
最初に奉職したラタキアにおいて、ラタキア府主教ユーハンナーから、1979年に輔祭叙聖、1983年に司祭叙聖の按手を受けた。1995年には、アンティオキア総主教庁聖シノドによって主教に選ばれ、叙聖された。2008年にはヨーロッパ府主教に選ばれて着座。
大学での教職としては、1981年からは、バラマンド大学付属ダマスコのユーハンナー研究所で奉神礼学の教授に就く。1988年から1991年、2001年から2005年の間は、神学研究所の学部長を務めた。この間、修道院を指導してもいる。2001年から2005年までの間、レバノンにあるバラマンド我等の女宰修道院の修道院長を務める。1993年から2005年までの間は、シリアにある聖ジルジス（ゲオルギオス）修道院の修道院長も務めた。シリアにある女子修道院の設立にも携わっている。
2012年12月17日、アンティオキア総主教庁聖シノドによってアンティオキア総主教に選立。2013年2月10日に着座式が執り行われた。